# Cosmarium cylindricum
Cosmarium cylindricum  là một loài Song tinh tảo trong họ Desmidiaceae, thuộc chi Cosmarium.